# BearShare
Bearshare – jeden z klientów sieci P2P na licencji freeware (adware wersja 5). Pozwala na wymianę między użytkownikami plików.
Zaprojektowany przez firmę Free Peers, Inc. i sprzedany firmie MusicLab, LLC.
Od wydania programu w wersji 6 zaprzestano używania protokołu Gnutelli, ale zamiast tego działa na tej samej sieci co iMesh. Dlatego dostępne są źródła w iMesh a wyeliminowano jako źródła plików klientów Gnutelli i Gnutelli2. 
Program Bearshare w wersji 5 zawiera dodatkowe aplikacje wbudowane w instalator (MyGlobalSearch Bar-szpieg:spyware,reklamy). Te dodatkowe aplikacje mogą szpiegować, pokazywać reklamy czy też zmieniać ustawienia komputera użytkownika. Przy instalacji nowszych wersji Bearshare, użytkownik jest o nich informowany, jednak ostrzeżenia te są najczęściej ignorowane, co jest równoznaczne z przyzwoleniem na instalację oprogramowania szpiegowskiego.
Bearshare w wersji nowszej niż 5 (wszystkie legalne wersje) zgodnie z zapewnieniami producenta nie zawierają oprogramowania adware ani też spyware. Istnieje też wersja Lite BearShare w wersji 5 pozbawiona reklam i oprogramowania szpiegowskiego.
Możliwe jest wykupienie miesięcznej subskrypcji, która pozwala na pobieranie z gwarantowaną dużą prędkością dowolnej ilości muzyki (ponad 15 mln utworów dostępnych do pobrania), a także umieszczanie pobranych plików na nośniku CD lub DVD za pomocą programu BearShare. Możliwy jest też zakup premiowanych utworów w formacie MP3 osobno, bez subskrypcji.